# Super Bowl II
Il Super Bowl II, conosciuto inizialmente come Second AFL-NFL World Championship Game è stata una gara di football americano tenutasi il 14 gennaio 1968 all'Orange Bowl di Miami, Florida. I campioni della National Football League (NFL), i Green Bay Packers sconfissero quella dell'American Football League (AFL), gli Oakland Raiders, con un punteggio di 33–14.
Prima di questa gara, come per il primo Super Bowl, molti giornalisti sportivi e tifosi ritenevano qualsiasi squadra della NFL grandemente superiore ad ogni altra della AFL. I Packers, campioni in carica, avevano concluso la stagione 1967 con un record di 9–4–1, prima di battere i Dallas Cowboys, 21–17, nella finale del campionato NFL 1967 (una gara divenuta nota come Ice Bowl). I Raiders conclusero la stagione AFL 1967 con un bilancio di 13–1, battendo gli Houston Oilers, 40–7, in finale di campionato.
Come previsto, Green Bay dominò Oakland per la maggior parte del Super Bowl II. I Raiders segnarono solo due touchdown su passaggi del quarterback Daryle Lamonica. Nel frattempo, il kicker dei Packers Don Chandler segnò quattro field goal, tre dei quali nel primo tempo, e il defensive back Herb Adderley ritornò un intercetto per 60 yard in touchdown. Il quarterback di Green Bay Bart Starr fu nominato MVP della gara per la seconda volta, dopo avere completato 13 passaggi su 24 per 202 yard e un touchdown.

## Marcature
Miami Orange Bowl
- Data: 4 gennaio 1968
- Ora: 3:05 p.m. EST
- Tempo atmosferico: 20 °C (68 °F), parzialmente nuvolo

| Quarto | Tempo | Squadra | Drive  | Drive  | Drive | Informazioni                                               | Punteggio | Punteggio |
| Quarto | Tempo | Squadra | Lungh. | Giochi | Tempo | Informazioni                                               | GB        | OAK       |
| ------ | ----- | ------- | ------ | ------ | ----- | ---------------------------------------------------------- | --------- | --------- |
| 1      | 9:53  | GB      | 34     | 9      | 3:51  | FG: Don Chandler da 39 yard                                | 3         | 0         |
| 2      | 11:52 | GB      | 84     | 16     | 8:40  | FG: Don Chandler da 20 yard                                | 6         | 0         |
| 2      | 10:50 | GB      | 62     | 1      | :11   | TD: Boyd Dowler su passaggio da 62 yard di Bart Starr      | 13        | 0         |
| 2      | 6:15  | OAK     | 78     | 9      | 4:35  | TD: Bill Miller su passaggio da 23 yard di Daryle Lamonica | 13        | 7         |
| 2      | :01   | GB      | 9      | 3      | :22   | FG: Don Chandler da 43 yard                                | 16        | 7         |
| 3      | 5:54  | GB      | 82     | 11     | 4:41  | TD: Donny Anderson su corsa da 2 yard                      | 23        | 7         |
| 3      | :02   | GB      | 37     | 8      | 4:47  | FG: Don Chandler da 31 yard                                | 26        | 7         |
| 4      | 11:03 | GB      | N/A    | N/A    | N/A   | TD: Herb Adderley su ritorno da intercetto di 60 yard      | 33        | 7         |
| 4      | 9:13  | OAK     | 74     | 4      | 1:50  | TD: Bill Miller su passaggio da 23 yard di Daryle Lamonica | 33        | 14        |

## Formazioni titolari
Fonte:
| Green Bay       | Ruolo | Oakland          |
| --------------- | ----- | ---------------- |
| ATTACCO         |       |                  |
| Boyd Dowler     | SE    | Bill Miller      |
| Bob Skoronski   | LT    | Bob Svihus       |
| Gale Gillingham | LG    | Gene Upshaw      |
| Ken Bowman      | C     | Jim Otto         |
| Jerry Kramer    | RG    | Wayne Hawkins    |
| Forrest Gregg   | RT    | Harry Schuh      |
| Marv Fleming    | TE    | Billy Cannon     |
| Carroll Dale    | FL    | Fred Biletnikoff |
| Bart Starr      | QB    | Daryle Lamonica  |
| Donny Anderson  | HB    | Pete Banaszak    |
| Ben Wilson      | FB    | Hewritt Dixon    |
| DIFESA          |       |                  |
| Willie Davis    | LE    | Ike Lassiter     |
| Ron Kostelnik   | LT    | Dan Birdwell     |
| Henry Jordan    | RT    | Tom Keating      |
| Lionel Aldridge | RE    | Ben Davidson     |
| Dave Robinson   | LLB   | Bill Laskey      |
| Ray Nitschke    | MLB   | Dan Conners      |
| Lee Roy Caffey  | RLB   | Gus Otto         |
| Herb Adderley   | LCB   | Kent McCloughan  |
| Bob Jeter       | RCB   | Willie Brown     |
| Tom Brown       | LS    | Warren Powers    |
| Willie Wood     | RS    | Howie Williams   |